# フィリップ・ジョーンズ・ブラス・アンサンブル
フィリップ・ジョーンズ・ブラス・アンサンブル（Philip Jones Brass Ensemble）は、イギリスのトランペット奏者フィリップ・ジョーンズによって結成された金管楽器による室内アンサンブル団体である。

## 沿革
- 1951年　結成
- 1970年　英デッカからレコードデビュー。
- 1972年　日本でのデビュー盤がロンドン・レーベルより発売。
- 1974年　初来日。
- 1986年　6月、ロンドンでのフェアウェル・コンサートを最後に解散。

## 活動
トランペット2、ホルン1、トロンボーン1による金管四重奏から演奏活動を開始した。その後、約20年の試行錯誤を経て、トランペット4、ホルン1、トロンボーン4、テューバ1の金管十重奏による標準編成を確立した。編成は曲目により柔軟に増減し、実際には金管三重奏、四重奏、五重奏から、多い時には木管楽器や打楽器も加え30名以上による吹奏楽編成や、ときには弦楽合奏を加えることもあった。木管楽器・弦楽器が加わる編成の録音の場合は「フィリップ・ジョーンズ・アンサンブル」名義が用いられた。なお、レコードにはトロンボーン（ジョン・アイヴソン）やテューバ（ジョン・フレッチャー）の独奏曲が収録されたものもある。
指導者としてのフィリップ・ジョーンズは、演奏会ごとの細心の準備で名高く、演奏曲目を自ら構成していた。彼の個人的な関与が、フィリップ・ジョーンズ・ブラス・アンサンブルを成功に導いた理由のひとつとなっている。
レパートリーは、ガブリエーリやモンテヴェルディ、ペーツェルなど古楽の編曲から、ルトスワフスキやヘンツェ、ラウタヴァーラ、武満徹など同時代の作曲家に依嘱した新作まで多岐に富んでおり、その数は400以上、うち世界初演となった作品は90曲以上である。また、フィリップ・ジョーンズ自身をはじめ、エルガー・ハワース（指揮も行った）、ジョン・アイヴソン、レイモンド・プレムル、ピーター・リーヴ、ロジャー・ハーヴェイ、クリストファー・モワットなど、アンサンブルのメンバーが数多くの編曲作品を提供している。
これらについては50点以上の録音に残され、30以上の国々で演奏旅行を行った。この取り組みは、カナディアン・ブラス（米）、東京ブラスアンサンブル、金石幸夫ブラスアンサンブル、上野の森ブラス（日本）、ギィ・トゥーヴロン金管五重奏団（仏）、ジャーマン・ブラス（独）など、後発の金管アンサンブル団体の結成に影響を与えた。
日本への演奏旅行は、1974年、1976年、1979年、1981年、1983年と合計5回に及び、その演奏の一部はNHK（テレビ・FM）や民放で放送されたほか、1981年来日時の演奏はライヴ盤として発売された（キングレコード）。
彼らの活動は日本国内における金管アンサンブルの発展にも多大な影響を与え、現在でもそのレパートリーの多くは、アンサンブルコンテストをはじめ、プロフェッショナル・アマチュアを問わず、多くの演奏会で取り上げられている。

## 代表的なレパートリー
- 組曲『展覧会の絵』
- 組曲『王宮の花火の音楽』
- 組曲『動物の謝肉祭』
- 組曲『ウエスト・サイド物語』
- 組曲『ロンドンの小景』（ゴードン・ラングフォード作曲）
結成30周年を記念して作曲され、1981年の来日公演にて初演された。
- 組曲『ニューヨークのロンドンっ子』（ジム・パーカー（英語版）作曲）
- 『3匹の猫』（クリス・ヘイゼル作曲）
- 『舞曲集』（スザート作曲、ジョン・アイヴソン編曲）[1]
- 『フランス・ルネサンス舞曲集』（クロード・ジェルヴェーズ、ピエール・アテニャン（フランス語版）作曲、ピーター・リーヴ編曲）
- 『空想、おもちゃ、夢』（ファーナビー作曲、フィリップ・ジョーンズ、エルガー・ハワース編曲）[2]
- 『戦いの組曲』（シャイト作曲、フィリップ・ジョーンズ編曲）[3]

他、多数

## 主なメンバー
フィリップ・ジョーンズ・ブラス・アンサンブルの活動には、多くの優れた演奏家が長く関与していた。そのメンバーの一部を以下に紹介する。
| - トランペット - フィリップ・ジョーンズ† - エルガー・ハワース† - ジョン・ウィルブラハム† - マイケル・レアード - ピーター・リーヴ - ジェームス・ワトソン† - ジョン・ミラー - ジョン・ウォレス - モーリス・マーフィ† - ポール・アーチボルド - ナイジェル・ゴム† - グレアム・アシュトン - サイモン・ファーガソン - ロデリック・フランクス - ティモシー・ホウズ - ジョセフ・アトキンス | - トロンボーン - レイモンド・プレムル† - ロジャー・ブレンナー† - ジョン・アイヴソン - デイヴィッド・パーサー - エリック・クリーズ - デニス・ウィック† - ロジャー・ハーヴェイ - クリストファー・モワット - デイヴィッド・ステュアート - リンゼイ・シリング | - ホルン - アイファー・ジェームズ† - ジョン・ピニェギー - フランク・ロイド - アラン・シヴィル | - テューバ - ジョン・フレッチャー† - ジェームズ・グーアレイ |

他、多数

## その他
- 1986年の解散翌年、メンバーの多くがその意思を受け継ぎ、ロンドン・ブラスが結成された。
- 1970年にイギリスのロックバンド ピンクフロイドが発表した『原子心母』（Atom Heart Mother）の中で、ブラスパートの演奏を行っている。[4][出典無効]